# Liste der Monuments historiques in Pourcy
Die Liste der Monuments historiques in Pourcy führt die Monuments historiques in der französischen Gemeinde Pourcy auf.

## Liste der Objekte
| Bezeichnung                                          | Beschreibung | Standort                     | Kennzeichnung | Schutzstatus    | Datum  | Bild |
| ---------------------------------------------------- | --- | ---------------------------- | ------------- | --------------- | ------ | ---- |
| Kruzifix                                             | Elfenbein, Holz, 17. Jahrhundert | im Pfarrhaus (Lage)          | PM51001539    | Classé gelöscht | ? 1960 |      |
| Kelchvelum                                           | Seide, bestickt, 17. Jahrhundert | in der Kirche St-Remi (Lage) | PM51003745    | Inscrit         | 1980   |      |
| Grabstein für Pierre Validire                        | Marmor, bezeichnet 1777 | in der Kirche St-Remi (Lage) | PM51003012    | Inscrit         | 1980   |      |
| Gemälde Der heilige Ludwig betet vor der Dornenkrone | Ölfarbe auf Leinwand, 17. Jahrhundert | in der Kirche St-Remi (Lage) | PM51003009    | Inscrit         | 1980   |      |
| Kasel                                                | Seide, bestickt, 17. Jahrhundert | in der Kirche St-Remi (Lage) | PM51000650    | Classé          | 1908   |      |
| Chorgestühl                                          | Holz, 17. Jahrhundert | in der Kirche St-Remi (Lage) | PM51000651    | Classé          | 1908   |      |
| Gemälde Evangelist Lukas                             | Ölfarbe auf Leinwand, 17. Jahrhundert | in der Kirche St-Remi (Lage) | PM51003010    | Inscrit         | 1980   |      |
| Gemälde Christus erscheint Maria Magdalena           | Ölfarbe auf Leinwand, 17. Jahrhundert | in der Kirche St-Remi (Lage) | PM51000652    | Classé          | 1980   |      |
| Gemälde Johannes Evangelist                          | Ölfarbe auf Leinwand, 17. Jahrhundert | in der Kirche St-Remi (Lage) | PM51003011    | Inscrit         | 1980   |      |
| Skulptur Heilige Celinia                             | Stein, vergoldet, vermutlich aus dem 16. Jahrhundert | in der Kirche St-Remi (Lage) | PM51003014    | Inscrit         | 1980   |      |
| Marienaltar                                          | rechter Seitenaltar; Altartisch, Tabernakel und Retabel; Holz, farbig gefasst und vergoldet, Tabernakel um 1700, der Rest vom Anfang des 19. Jahrhunderts | in der Kirche St-Remi (Lage) | PM51003013    | Inscrit         | 1980   |      |
| Skulptur Heiliger Remigius                           | Stein, vergoldet, vermutlich aus dem 16. Jahrhundert | in der Kirche St-Remi (Lage) | PM51003015    | Inscrit         | 1980   |      |